# Dr. H.P. Berlageprijs
De Dr. H.P. Berlageprijs is een naar Hendrik Petrus Berlage vernoemde architectuurprijs, die door de Dr. H.P. Berlagestichting werd uitgereikt tussen 1960 en 1999 voor een in Den Haag uitgevoerd architectonisch werk of een prestatie van een persoon op architectuurgebied. De uitreiking vond plaats onder auspiciën van de gemeente Den Haag, die er in 1959 het initiatief toe nam. De prijs bestond uit een bronzen penning met bijbehorende oorkonde. In 2012 is de Dr. H.P. Berlagestichting ontbonden.
| jaar | winnaar(s)                   | vanwege                                          |
| ---- | ---------------------------- | ------------------------------------------------ |
| 1961 | Piet Zanstra                 | flatgebouw Segbroeklaan 508 - 614, Den Haag      |
| 1965 | Karel Sijmons                | Adventkerk Hengelolaan, Den Haag                 |
| 1971 | Pieter Singelenberg          | dissertatie H.P. Berlage, idea and style         |
| 1975 | Bart van Kasteel             | hoekpand met passage, Buitenhof 45 - 53 Den Haag |
| 1988 | Adri Duivesteijn             | zijn bijdrage aan het Haagse architectuurbeleid  |
| 1990 | Moshé Zwarts en Rein Jansma  | abri's t.b.v. Haags openbaar vervoer             |
| 1993 | Álvaro Siza                  | zijn bijdrage aan Haagse stadsvernieuwing        |
| 1999 | Braaksma en Roos Architecten | restauratie Haags Gemeentemuseum                 |